# 牛津法国大革命史
《牛津法国大革命史》是一部由英国历史学家威廉·多伊尔创作的关于法国大革命的历史著作，由牛津大学出版社出版发行，1989年出版第一版，2002年出版第二版，2018年出版第三版。